# Vbnc
Con l'acronimo VBNC (dall'inglese Viable But Not Culturable, che tradotto in italiano significa "vitale ma non coltivabile") si indica uno stato che possono assumere molte specie di batteri e altri microrganismi in risposta a situazioni di stress determinate da condizioni ambientali, come la mancanza di nutrienti o l'aumento della temperatura, oppure dalla presenza di alcune sostanze chimiche (come gli antibiotici). Lo stato VBNC prevede una serie di cambiamenti nella morfologia e nella fisiologia della cellula, finalizzati alla sua sopravvivenza in condizioni avverse. Quando le condizioni ritornano alla normalità, la cellula può ritornare al suo stato vegetativo (coltivabile), attraverso un processo di riattivazione che viene chiamato resurrezione.
Diverse specie batteriche possono entrare in uno stato VBNC, tra cui Escherichia coli, Listeria monocytogenes, Vibrio vulnificus, Vibrio cholerae e Legionella pneumophila.

## Caratteristiche dello stato VBNC
Per definizione, un microrganismo in stato VBNC è metabolicamente attivo (sebbene con attività ridotta) ma temporaneamente incapace di riprodursi. Nell'ambito dei lieviti coltivati in piastra, un caso esemplare è quello del genere Brettanomyces/Dekkera, in cui la dimensione della cellula in stato di non coltivabilità risulta più o meno ridotta. Per questo motivo, il microrganismo non può essere coltivato. Dal punto di vista morfologico, anche la cellula batterica in stato VBNC riduce progressivamente le sue dimensioni ed assume una forma sferica (coccoide), probabilmente per ridurre al minimo le richieste energetiche e nutritive del metabolismo. La "resurrezione" dallo stato VBNC è un processo stimolato da un fattore opposto a quello che ha indotto il VBNC e può richiedere ore o giorni per essere completata.
È stato osservato che anche microrganismi pluricellulari (nell'accezione di strutture in ife), come funghi filamentosi, possono presentare uno stato di vitalità ma non coltivabilità. 
Sottoposto a una condizione di vuoto,
combinato con la dose massima di UV di 200-400 nm (pari a 1,5×10 5 kJm -2), Cryomyces minteri (specie criptoendolitica)
potrebbe aver perduto la capacità di crescere in coltura. Alcune specie di funghi filamentosi, infatti, adattate a condizioni ambientali estreme, presentano delle difficoltà di crescita sui terreni normalmente utilizzati in laboratorio. In questo stato le cellule mantengono buona parte delle 
caratteristiche proprie delle cellule vitali, come la loro integrità. 
In tale stato quiescente si riscontra l’assenza di significativa attività cellulare, caratterizzata da ridotta attività metabolica, o della anidrobiosi, cioè la completa o quasi totale inibizione dell’attività metabolica; dormienza ed anidrobiosi sono, per definizione, fenomeni 
caratterizzati da reversibilità. In questo modo cellule dormienti possono non mostrare alcuna attività cellulare né assorbimento di nutrienti. A questo punto il criterio necessario per determinarne la vitalità cellulare presume la presenza di una integrità cellulare, membrana cellulare intatta, presenza di DNA e RNA e la 
potenzialità di effettuare sintesi proteica.